# Jan Evangelista Andres
Jan Evangelista Andres (20. prosince 1783, Ústí nad Orlicí – 17. července 1825, Ústí nad Orlicí) byl český lékárník, amatérský divadelník a organizátor divadelního života v Ústí nad Orlicí.

## Život
Narodil se v Ústí nad Orlicí v čp. 288 v zámožné rodině majitele textilní manufaktury Josefa Andrese a Anny, rozené Králové. Jeho otec si přál, aby se stal lékárníkem, protože v Ústí nad Orlicí dosud lékárna nebyla. Po absolvování gymnázia působil jako praktikant v lékárně U zlatého orla ve Vysokém Mýtě, pak studoval ve Vídni a vykonal tam v roce 1807 magisterskou zkoušku.
Jeho otec mezitím pro něho zakoupil a nechal přestavět dům čp. 23, už se záměrem, že v něm bude lékárna. Jan Andres v roce 1808 získal povolení koncese k jejímu provozování. Protože pracovní zatížení nebylo velké, mohl se věnovat divadlu, které rovněž zřídil ve svém domě.
Hrálo se zde pouze česky, texty pocházely buď z Krameriovy České expedice nebo od královéhradeckého nakladatele Jana Hostivíta Pospíšila. K repertoáru patřila např. tragédie Abelino nebo Velký zbojník od Heinricha Zschokkeho, kterou z němčiny přeložil Jan Hýbl, nebo drama Friedricha Gottera Medea v překladu Karla Ignáce Tháma s hudbou Jiřího Antonína Bendy.
V roce 1815 se Jan Andres oženil s Annou Novotnou z Olešnice na Moravě. Anna se brzy sblížila s Magdalenou Dobromilou Rettigovou, jejíž manžel přijal v Ústí místo zkoušeného radního. Ze společně pořádaných kuchařských kursů pro česká děvčata vznikla později Domácí kuchařka.
V roce 1819 převzal Jan Andres po příbuzném živnost na výrobu likérů, kterou postupně rozšířil a pro výrobu zakoupil sousední dům čp. 24. Jeho syn Alois Andres později založil a provozoval známou ústeckou továrnu A. J. Andres na speciální jemné likéry.
Dochovaný notový materiál z Andresova divadla je ve sbírkách Městského musea.